# Paróquia São Sebastião (Coronel Fabriciano)
A Paróquia São Sebastião é uma divisão da Igreja Católica sediada no município brasileiro de Coronel Fabriciano, no interior do estado de Minas Gerais. A paróquia faz parte da Diocese de Itabira-Fabriciano, estando situada na Região Pastoral III. Tem como igreja mãe a Igreja Matriz de São Sebastião e seu território abriga a co-catedral de São Sebastião, que é a cossede diocesana.
Seu processo de emancipação teve início a pedido de Dom Helvécio Gomes de Oliveira, arcebispo de Mariana, em 1942, sendo criada em 15 de agosto de 1948. No entanto, a devoção ao padroeiro São Sebastião remonta ao final da década de 1920, quando houve a construção da primeira igreja do então povoado do Calado, que corresponde ao atual Centro de Fabriciano. Desde sua instalação, a paróquia é dirigida pela Congregação dos Missionários Redentoristas.
Sua atuação extrapola a administração da Igreja Católica nas comunidades as quais a integram, mantendo também programas e projetos visando tanto ao combate à desigualdade social quanto à defesa dos direitos sociais e básicos, por meio de suas pastorais sociais, além do fomento à manutenção de eventos e tradições religiosas locais.

## História

### Origens
O primeiro religioso a atuar regularmente em Coronel Fabriciano foi o padre Francisco Dias Fonseca, vulgo padre Chico. Como vigário de Jaguaraçu, visitou os povoados do Calado (atual região do Centro de Fabriciano) e Santo Antônio de Piracicaba (atual Melo Viana) mensalmente a partir de 1923. Nessas ocasiões ocorriam missas, batizados, unção de enfermos e confissões. Ele foi o responsável pela construção da primeira igreja do Calado, ocorrida em 1929. O templo estava situado onde hoje se encontra o Salão Paroquial, próximo à atual Igreja Matriz.

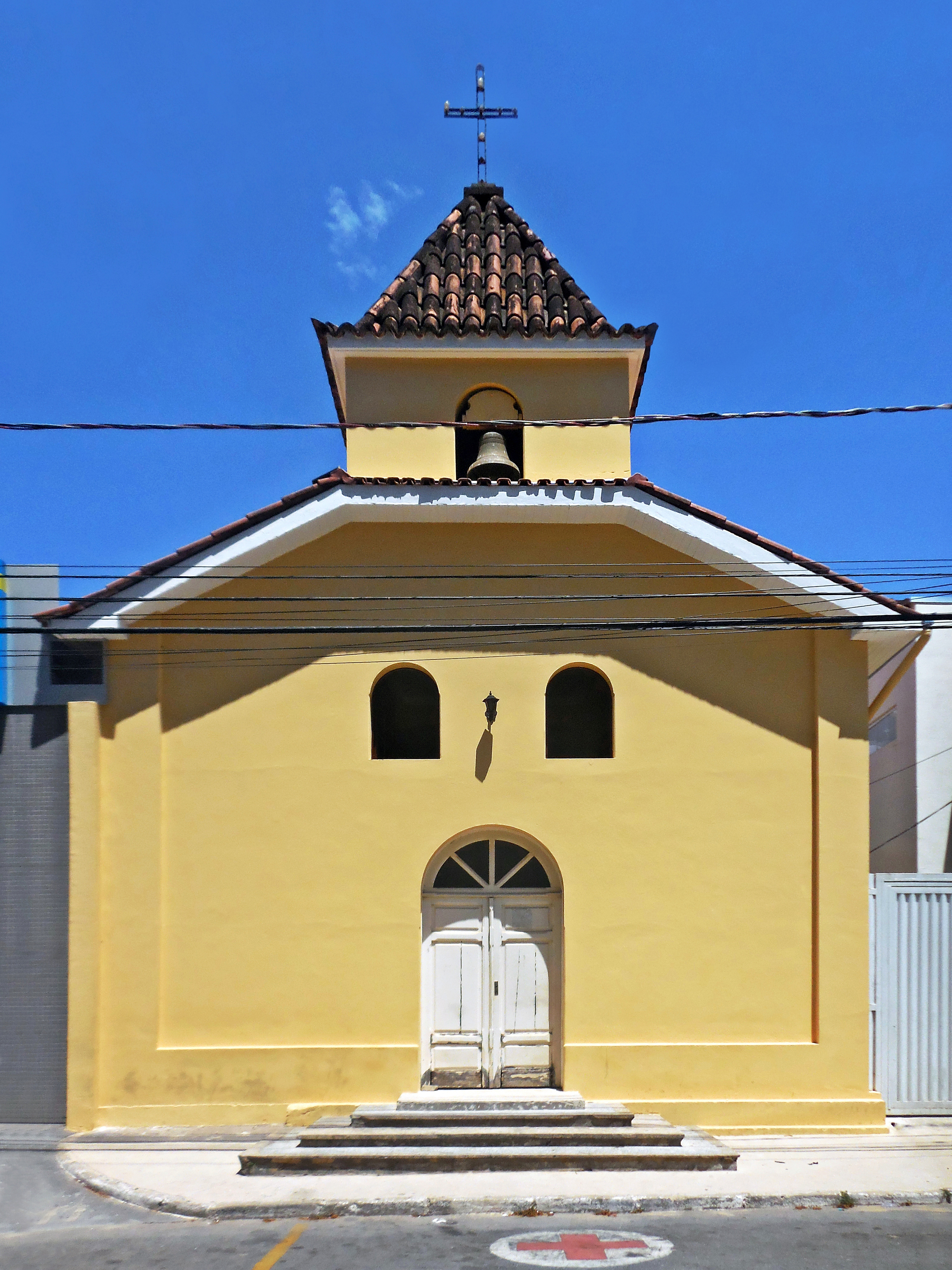
A Capela Nossa Senhora Auxiliadora (1938), no Hospital Dr. José Maria Morais, é a igreja mais antiga da paróquia ainda existente.

A construção da igreja no povoado, que se desenvolvia ao redor do complexo da Estação do Calado, consolidou as celebrações e primeiras manifestações religiosas católicas da comunidade local, dedicada a São Sebastião em honra à devoção dos residentes. Na ocasião, o comerciante Rotildino Avelino encomendou do Rio de Janeiro uma imagem do mártir, mais tarde entronada no altar-mor, dando origem às primeiras comemorações em homenagem ao orago. Foi ele quem influenciou o padre Francisco Dias a escolher São Sebastião como padroeiro. As atividades e celebrações estavam subordinadas à Paróquia Nossa Senhora de Nazaré, sediada em Antônio Dias.

### Emancipação
O impulso populacional e estrutural da região do atual Centro de Fabriciano se deveu a princípio à instalação do complexo industrial da Belgo-Mineira em 1936 e da Acesita em 1944. Em 1938, chegou à localidade o cônego Domingos Martins, que foi o primeiro sacerdote a residir fixamente no povoamento a fim de atuar como capelão do Hospital da Belgo-Mineira (atual Hospital Doutor José Maria Morais). As celebrações ocorriam tanto na capela do hospital (Capela Nossa Senhora Auxiliadora) quanto na antiga igreja. Paralelamente iniciou-se a prática regular das manifestações da missa da quarta-feira de cinzas (1939), Coroação de Maria (1939), celebrações da Semana Santa (1946) e procissões e montagens dos tapetes de Corpus Christi (1946). Em 1942, Domingos Martins foi substituído pelo padre Alípio Martins Pinheiro, que deu início ao processo de emancipação da comunidade a pedido de Dom Helvécio Gomes de Oliveira, arcebispo de Mariana.
Em 1946, padre Alípio foi substituído pelo padre Deolindo Coelho, que manteve os trâmites para a criação da paróquia. Nesse mesmo ano foi iniciada a construção de uma nova igreja, em substituição à antiga, que se encontrava prestes a ruir. Posteriormente, após a vinda da Congregação dos Missionários Redentoristas, a Paróquia São Sebastião foi criada em 15 de agosto de 1948, marcando a instalação da primeira instituição religiosa sediada na atual Região Metropolitana do Vale do Aço. A data foi escolhida pelo próprio Dom Helvécio por ser dia da Assunção de Maria. O arcebispo ajudou nos preparativos para a cerimônia festiva, vindo de João Monlevade pela EFVM com quatro dias de antecedência. Na manhã fria e ensolarada daquele dia 15 de agosto, um domingo, Dom Helvécio celebrou uma missa no pátio da atual Igreja Matriz de São Sebastião, que ainda estava em construção, tendo comparecido autoridades políticas e religiosas locais. Foi concedida a administração aos Missionários Redentoristas e nomeado padre José Gonçalves da Costa como pároco, sob auxílio do padre André Van Der Arendt. Em seguida foi realizado um almoço aos religiosos e convidados na Casa de Campo e, no fim do dia, uma procissão em honra à Nossa Senhora.

### Consolidação

Sede da Rádio Educadora, primeira emissora de rádio do Vale do Aço, criada pelos Redentoristas em 1968.

Coronel Fabriciano foi emancipada de Antônio Dias em 27 de dezembro de 1948, com padre Deolindo Coelho na liderança da comissão pró-emancipação. Foi o religioso quem viajou de trem até Belo Horizonte a fim de provar aos deputados estaduais que o município possuía o mínimo de habitantes exigido para que pudesse se emancipar, incorporando à contagem os registros de batizados da igreja, por sugestão do então deputado Tancredo Neves. A antiga igreja da cidade desabou após uma forte chuva em 10 de janeiro de 1949. A imagem de São Sebastião do templo foi resgatada intacta pelo próprio Rotildino Avelino, que a doara em 1929, permanecendo preservada pela família desde então, e uma segunda imagem foi doada por Rotildino para a nova igreja. Em agosto de 1949, houve a inauguração da Igreja Matriz de São Sebastião.
No local da igreja que desabou foi construído o Salão Paroquial, palco de atividades e eventos da paróquia e da cidade, inaugurado em 26 de setembro de 1959. A Casa Paroquial, Residência dos Missionários Redentoristas no município, foi erguida em frente à Matriz e ao lado do Salão Paroquial, tendo sido inaugurada pelo então vigário padre Quintiliano Borges em 1966. A edificação também serviu como sede da Rádio Educadora até 1996, quando foram construídas as atuais dependências da emissora. A Rádio Educadora, por sua vez, foi criada em 1968 pelos Redentoristas como primeira emissora de rádio da região.

A Catedral de São Sebastião, cossede diocesana em território da paróquia, consagrada em 1993.

Da Paróquia São Sebastião foram desmembradas as paróquias Nossa Senhora da Esperança, a representar o então distrito de Ipatinga em 1960, e São José e São Sebastião, no então distrito de Timóteo em 1959 e 1963, respectivamente. A Paróquia Santo Antônio, desmembrada em 20 de janeiro de 1963, passou a corresponder ao distrito Senador Melo Viana e à zona rural municipal. Esses desmembramentos ocorreram após o crescimento das respectivas comunidades, dando maior autonomia às cidades vizinhas e aos bairros mais afastados.
Dom Lélis Lara, nomeado pároco em 14 de fevereiro de 1971, foi o responsável por reformas na Igreja Matriz e nas décadas seguintes atuou em diversas frentes comunitárias em Coronel Fabriciano, como na direção da Rádio Educadora, Grupo de Escoteiros e projetos sociais. Sua consagração episcopal, recebida em 2 de fevereiro de 1977, foi celebrada em cerimônia presidida no pátio do Colégio Angélica. Evitou o fechamento do atual Unileste no começo da década de 90 e, já como bispo-emérito, do Colégio Angélica em 2016. Sua morte em 8 de dezembro de 2016, aos 90 anos de idade, causou forte comoção dentro e fora da cidade.
Em 1º de junho de 1979, Coronel Fabriciano foi declarada como cossede da até então Diocese de Itabira, que se transformou na Diocese de Itabira-Fabriciano, e com isso a função de co-catedral foi atribuída à Igreja Matriz. No entanto, a construção de um templo maior foi necessária devido às lotações. Dessa forma, em 4 de julho de 1993, houve a inauguração da Catedral de São Sebastião no bairro Santa Helena, que desde então configura-se como co-catedral diocesana. A imagem de São Sebastião da catedral foi uma doação de José Avelino Barbosa, filho de Rotildino Avelino, que doara as imagens da primeira igreja da cidade e da Igreja Matriz. Em 9 de maio de 2021, cedeu espaço para a emancipação da Paróquia Nossa Senhora de Fátima, com sede no bairro Caladinho.

## Comunidades e subordinação

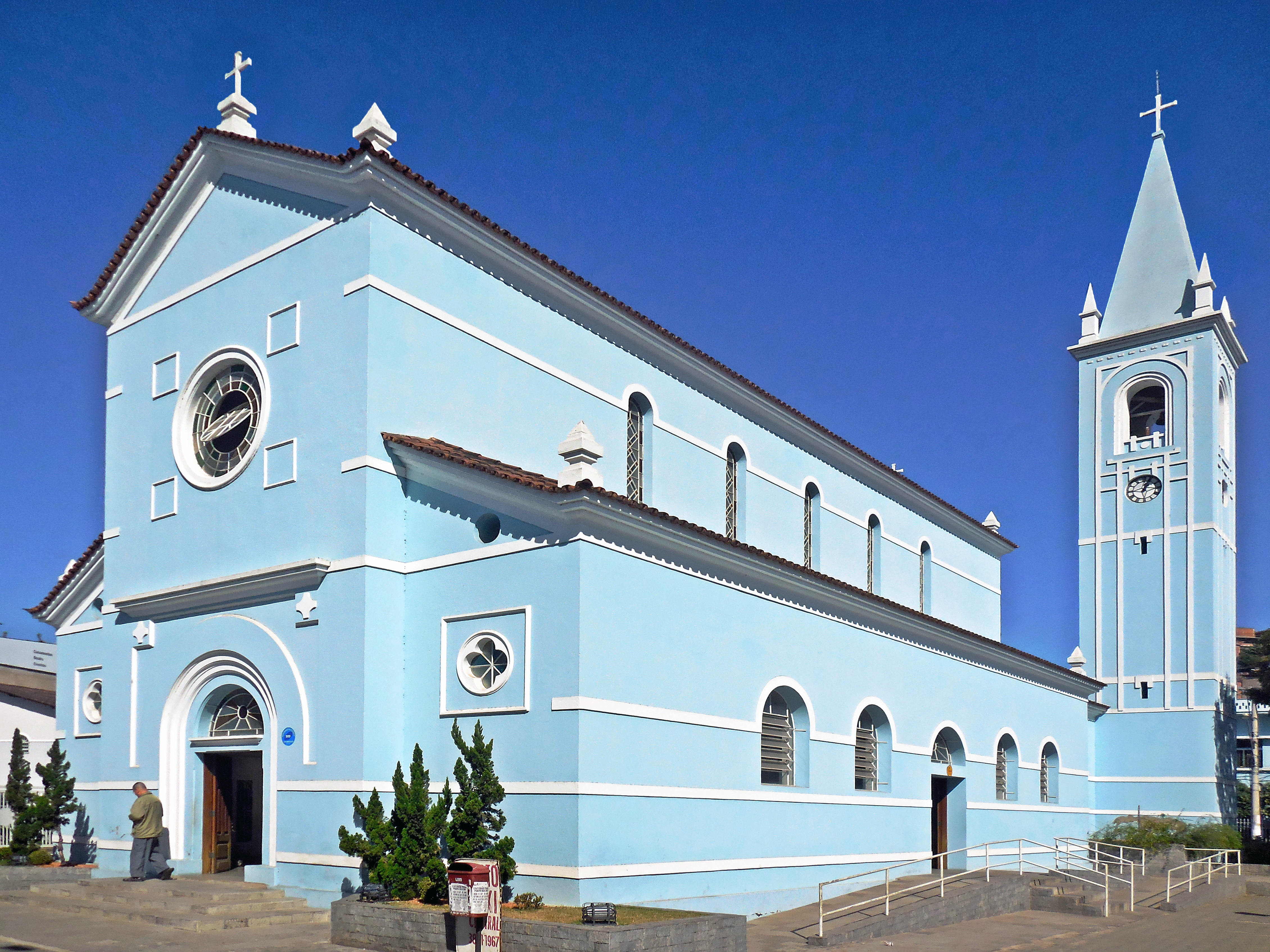
Entrada principal da Igreja Matriz de São Sebastião, no Centro de Fabriciano.

O território da Paróquia São Sebastião abriga a Catedral de São Sebastião, que representa o título de co-catedral da Diocese de Itabira-Fabriciano mantido por Coronel Fabriciano, ao lado da Catedral Nossa Senhora do Rosário, que faz parte da Paróquia Nossa Senhora do Rosário, em Itabira. Em maio de 2021, após a emancipação da Paróquia Nossa Senhora de Fátima, a divisão envolvia um total de dez comunidades, listadas a seguir. Geograficamente correspondem às regiões central e do bairro Mangueiras.
- Bom Jesus - bairro Bom Jesus
- Nossa Senhora da Imaculada Conceição - bairro Mangueiras
- Nossa Senhora da Penha - bairro Manoel Domingos
- Nossa Senhora do Carmo - bairro Nossa Senhora do Carmo
- Santa Teresa Verzeri - bairro Nova Tijuca
- Santa Teresinha - bairro Santa Terezinha
- Santo Afonso - bairro Santa Terezinha II
- São Francisco de Assis - bairro Ponte Nova
- São Sebastião (co-catedral) - Centro
- São Sebastião (Igreja Matriz) - Centro

## Administração e atuação social

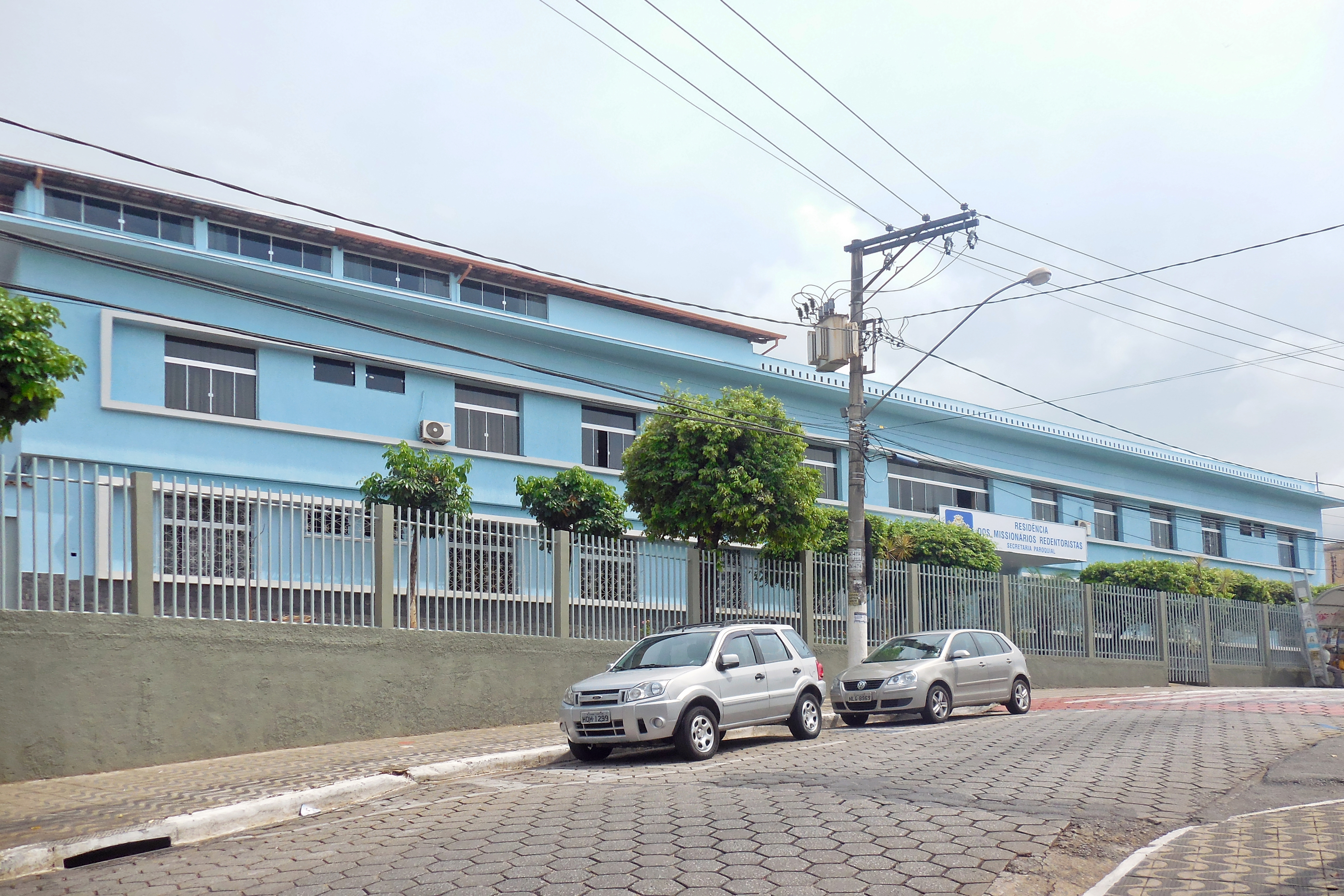
Residência dos Missionários Redentoristas de Coronel Fabriciano

A Paróquia São Sebastião é administrada pela Congregação dos Missionários Redentoristas, ordem religiosa masculina fundada por Santo Afonso em 1732 e que se estabeleceu em Coronel Fabriciano em 7 de agosto de 1948. Os conselhos Administrativo Paroquial e de Obras, a Pastoral das Comunidades e a Pastoral Paroquial mantêm a articulação interna em seus campos de atuação. A Residência dos Missionários Redentoristas de Coronel Fabriciano, inaugurada em 1966, representa a sede da paróquia e serve como residência para os padres e para os seminaristas da Congregação após a conclusão do curso de filosofia, que assumem posições de auxílio na paróquia durante um ano em uma espécie de adaptação ao cargo eclesiástico e ao contato com o público antes de serem encaminhados ao noviciado. Abriga também uma biblioteca e um arquivo com todos os livros de registros de batizados, casamentos, falecimentos e atas locais.
Todos os dias, um padre fornece atendimento espiritual aos fiéis na Casa Paroquial, após a realização de uma missa na Igreja Matriz nas primeiras horas da manhã. Outro se disponibiliza para atendimento externo, como para unção dos enfermos, enquanto que os demais se concentram em serviços e visitas nas comunidades. A maior parte dos serviços comunitários está associada às atividades das pastorais sociais, auxiliadas pela diocese, a exemplo da presença da Sociedade de São Vicente de Paulo, Pastoral da Criança, Pastoral do Menor, Pastoral da Saúde, Catequese, Grupos de Reflexão, Pastoral da Juventude e Pastoral do Batismo, cada uma visando a atuar em suas respectivas áreas em integração com as comunidades. A Rádio Educadora, primeira emissora de rádio do Vale do Aço, é mantida pelos Redentoristas por meio da Fundação Santo Afonso.

## Cultura

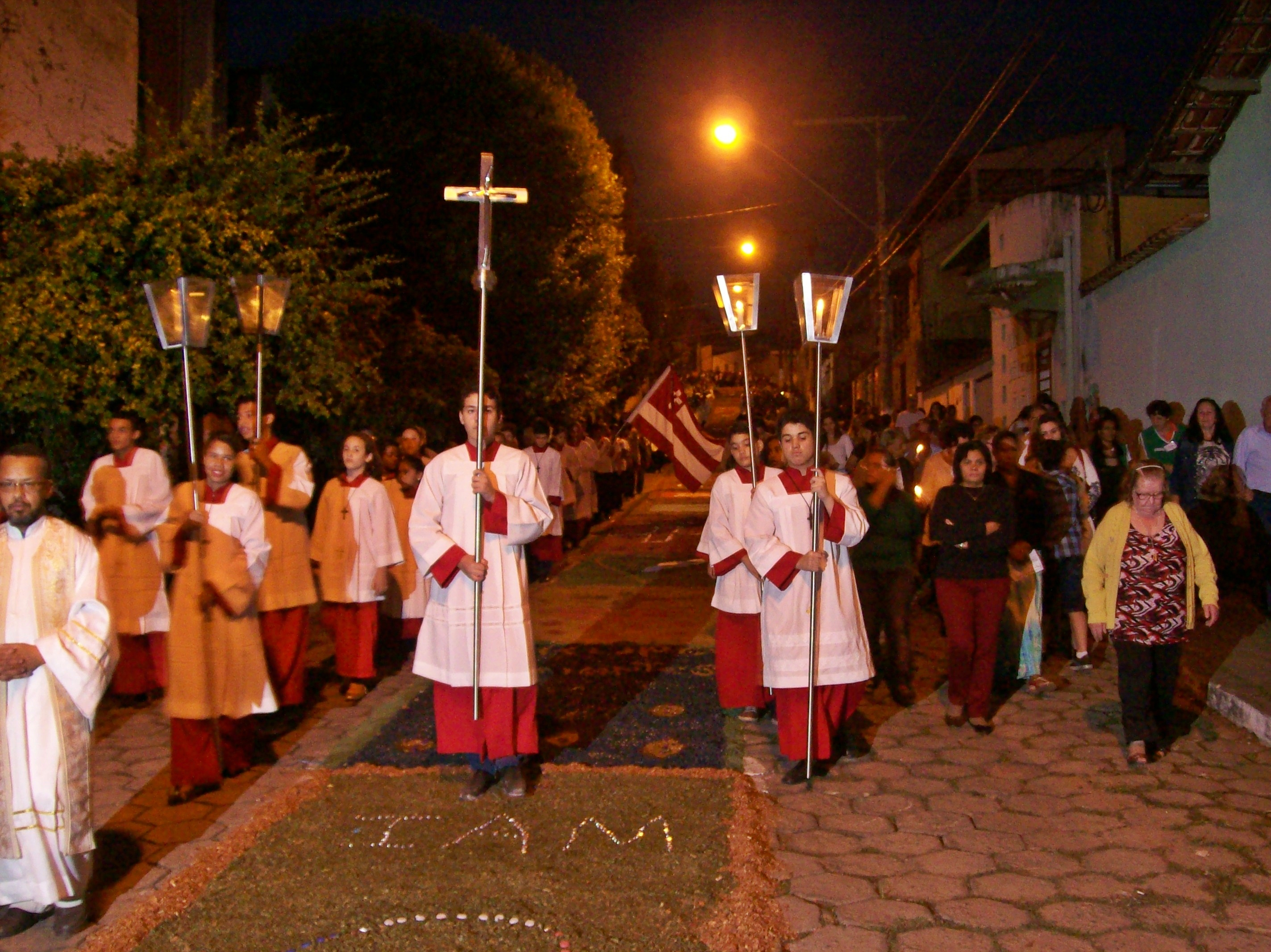
Procissão de Corpus Christi da Paróquia São Sebastião no bairro dos Professores

A paróquia é a responsável pela manutenção de tradições religiosas que configuram-se como principais eventos e manifestações culturais do município. Destacam-se a Festa de São Sebastião, padroeiro municipal, juntamente ao aniversário da cidade, em janeiro; a Semana Santa, quando são organizadas procissões e encenações, sendo mantidos rituais, vestes e indumentárias da década de 1940; o Corpus Christi, com tapetes de serragem colorida confeccionados nas ruas dos bairros Santa Helena e Professores, cujas origens também remontam à década de 40; e as comemorações do aniversário da paróquia juntamente à semana da família, em agosto, com missas especiais e apresentações culturais. As festas juninas também se fazem presentes nas comunidades, a exemplo do Arraiá do Bastião, que ocorre próximo à Catedral, com apresentações de quadrilha e comercialização e consumo de comidas típicas em barraquinhas. No período do Natal, também realizam-se atividades especiais.
Tanto a Catedral de São Sebastião quanto a Igreja Matriz apresentam-se como principais marcos do município. O Salão Paroquial Dom Lélis Lara (antigo Salão Paroquial São José), inaugurado em 1959 e situado ao lado da Residência dos Redentoristas, abriga atividades pastorais e sociais da paróquia, tendo sido utilizado como anexo da Escola Estadual Professor Pedro Calmon, Tribunal de Justiça durante reformas no Fórum (1978) e sede provisória da Câmara Municipal (1989). Seu projeto é de autoria de Wilmar Krantz, de Timóteo, e as obras foram administradas pelo comerciante João Sotero Bragança aos olhares do então pároco padre Joaquim Silveira. Cabe ressaltar que boa parte das construções religiosas das comunidades, a exemplo da Catedral e do Salão Paroquial, foram custeadas com doações dos próprios fiéis e a realização de leilões, sorteios, espetáculos musicais e comércio em barraquinhas. Posteriormente, bens remanescentes à paróquia, como a Igreja Matriz, o Salão Paroquial e a Festa de Corpus Christi, foram tombados como patrimônio cultural de Coronel Fabriciano.